# Archipiélago de Marajó
El archipiélago de Marajó (en portugués: Arquipélago do Marajó) es el mayor archipiélago marítimo-fluvial de la Tierra. Al sureste el archipiélago está delimitado por la bahía de Marajó.

## Estructura
- Isla de Marajó (Ilha de Marajó) tiene un área cercana a los 42 mil kilómetros cuadrados es la mayor isla fluvial del mundo, que se extiende desde el delta del Amazonas.

- Hay alrededor de 2500 islas periféricas e islotes esparcidos por toda la isla y serpenteando las laderas límites de Marajó, pertenecen a diferentes municipios, con 46 islas de tamaños grandes y medianos, a saber:
  - 22 de ellas, medianas y grandes en las cercanías de la frontera occidental de la isla-nuclear.
  - 13 islas grandes y medianas, además de varios islotes, en el noroeste de la isla nuclear.
  - 10 islas grandes y medianas más, sin mencionar muchos islotes en las fronteras orientales de la isla de Marajó en la desembocadura del río Amazonas.

## Islas
- Marajó
- Gurupá
- Aranaí
- Araras
- Aturiá
- Bagre
- Bragança
- Brique
- Buquiá
- Cajuuba
- Camaleão
- Camarão
- Cará
- Carutá
- Caviana septentrional
- Caviana meridional
- Conceição norte
- Conceição sul
- Corre
- Curuá
- Flautino
- Franco
- Ganhoão
- As Guaribas
- Grande de Santa Maria
- Januaçu
- Joroca
- Jupatituba
- Jurupari de Chaves
- Machadinho
- Maracujá
- Maruim
- Melgaço
- Mexiana
- Miritiapina
- Morcego
- Mucuti
- Mujirum
- Mutunguara
- Panenã
- Paquetá
- Pará
- Pracuubinhas
- Pracatí
- Grande do Pacajaí
- Prapion
- Porcos
- Queimada
- Rasa
- Roberta
- Samanajós
- Santana
- São Francisco da Jararaca
- São Salvador
- Saracura
- Siriri
- Taquari
- Urutaí
- Vieira
- Viçosa

## APA Marajó
Además de su estatus reconocido por las disposiciones de la Constitución del Estado de Pará (Art. 13), el archipiélago de Marajó ya está establecido por la ley estatal como una APA (Área de Protección Ambiental) - SISNAMA privilegio previsto por la ley (Sistema Nacional Ambiental). El estatus de APA la convierte oficialmente en un área protegida ecológica en contra de los procesos de intervención artificial que pudieran degradar los ecosistemas. 
El Área de Protección Ambiental del archipiélago de Marajó – APA Marajó es el área protegida más grande del estado de Pará, con una extensión de 5 998 570 hectáreas (59 985,7 km²). Considerada como la unidad de conservación más grande del Brasil.